# Ágostai hitvallás
Az ágostai hitvallás (latinul Confessio Augustana, németül Augsburger Bekenntnis) az evangélikus egyház egyik legfontosabb hitvallási irata, a reformáció jelentős dokumentuma, a legfontosabb lutheri hittételek összefoglalása.

## A név eredete
Az „ágostai” elnevezés Augsburg város latin nevének (Augusta) egykori magyaros változatára utal.

## Keletkezése

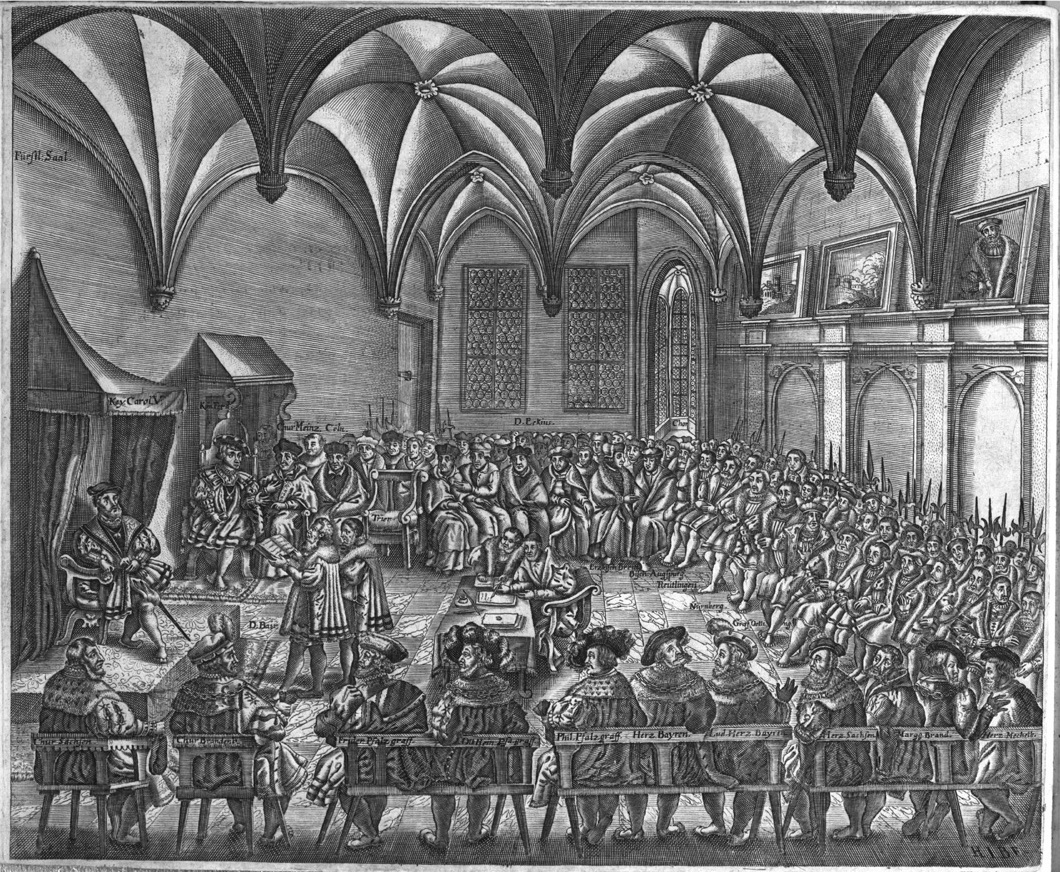
Az Ágostai hitvallás felolvasása V. Károly előtt

V. Károly német-római császár megparancsolta, hogy az Augsburgban (Ágostában) összehívott birodalmi gyűlésre az új vallás hívei rövid, velős, világos fogalmazásban nyújtsák be az evangéliumi hitre vonatkozó nézeteiket. Amikor János szász választófejedelem megkapta a meghívást (1530. március 4.), rögtön megtette a szükséges előkészületeket. Felszólította wittenbergi hittudósait, Martin Luthert, Philipp Melanchthont, Justus Jonast és Johannes Bugenhagent, hogy állítsák össze a fő hittételeket.
Luther még 1529 októberében összeállította a főbb dogmákat az úgynevezett schwabachi 17 cikkben; most a szász teológusok ezeket dolgozták át s ezekből készítették az úgynevezett torgaui cikkeket. Ennek első része lényegében megegyezett a Marburgban 1529. október 1–3. között elfogadott 14 tétellel. Mivel azonban ez éles megfogalmazása miatt nem látszott a birodalmi gyűlés elé terjesztésre alkalmasnak, a fejedelem Melanchtonnak adta átdolgozásra.
A választófejedelmet Melanchton, Spalatin és Jonas kísérte a birodalmi gyűlésre; Luther Coburgban maradt, mivel egyházi és birodalmi átok alatt volt. Az előszót a négy hittudós még együtt írta meg, Melanchton pedig május 2-ától május 10-éig megírta Augsburgban a fentebbi két cikk alapján a hitvallást, amelynek az Apologia címet adta. Luther volt az első, akinek a szöveget elküldték. Luther véleménye ezt volt: „Olvastam Melanchton Fülöp Apológiáját. Nekem majdnem tetszik, és nem tudok rajta semmit sem javítani, sem változtatni…”. Mivel azonban még volt idő a gyűlés kezdetéig és mivel Melanchton még mindig túl erősnek tartotta egyik-másik kitételt, tovább enyhített rajta.
A császár 1530. június 15-én vonult be Augsburg városába. Egy nappal később megnyitotta a birodalmi gyűlést, felszólítva az evangélikus fejedelmeket és rendeket, hogy június 24-én nyújtsák be hitvallásukat. A hitvallást aláírók János szász választófejedelem, Brandenburgi György őrgróf, I. Ernő braunschweig-lüneburgi herceg, I. Fülöp hesseni tartománygróf, Farkas anhalti fejedelem, János Frigyes szász herceg, Ferenc lüneburgi herceg voltak, valamint Nürnberg és Reutlingen birodalmi városok képviselői. Négy másik város is aláírta volna a hitvallást, de csak a tizedik pont kivételével, mivel ők a reformáció Zwingli-féle irányzatához tartozva másképp vélekedtek az úrvacsoráról. Ezért egyetértés hiányában ők külön hitvallást terjesztettek be.
A birodalmi gyűlés június 24-ei nyilvános ülésén a protestánsok minden sürgetésének dacára nem olvasták fel a hitvallást, valószínűleg azért, mert a császár félt a nagy nyilvánosságtól. Másnap azonban a püspöki palota kápolnájában német nyelven felolvasták. A kápolnába alig 200 ember fért, de annál többen voltak az előcsarnokban és az udvaron, sőt a kívül állók az ablakokhoz is létrákat támasztottak. Így lett 1530. június 25. az Ágostai hitvallás hivatalos felolvasásának napja.
A császárnak átadták a hitvallás egy-egy példányát német és latin nyelven. A császár megtartotta a német nyelvűt, a latint pedig átadta megőrzésre a mainzi választófejedelemnek. A latin példányt (Melanchthon kézírását) a brüsszeli archívumban helyezték el, ahonnan Alba herceg uralkodása alatt eltűnt. A német eredetit a birodalmi gyűlés irataival együtt elküldték a tridenti zsinatnak. Onnan soha nem került vissza, de már a birodalmi gyűlés alatt jelentek meg különböző kiadásai (hat németül, egy latinul), és maga Melanchthon is kiadta mindkét nyelven 1531-ben Wittenbergben.

## Tartalma
Az Ágostai hitvallás 28 cikkben két részből áll. Az első rész 21 cikke a schwabachi cikkek alapján a legfőbb keresztény hittételeket tárgyalja. A második rész 7 cikkből áll, ezek a torgaui cikkek alapján felsorolják a katolikus egyház gyakorlatában jelenlevő, a Szentírással ellenkező téves tanokat.
I. rész – A fő hitcikkek
- 1. Isten: Az első nikaiai zsinat határozata az isteni lényeg egységéről és a három személyről igaz, és azt minden kételkedés nélkül hinni kell.
- 2. Eredendő bűn: Ádám bűnbe esése óta minden ember Isten félelme és Istenbe vetett bizalom nélkül születik, ami kárhozatot és örök halált hoz azokra, akik a keresztség által és a Szentlélektől újjá nem születnek.
- 3. Krisztus Isten és ember egy személyben. Krisztus halála engesztelő áldozat a minden ember bűnéért. Ő a világ végén fog megjelenni, hogy ítéletet tartson, halottakat támasszon fel.
- 4. Megigazulás: Nem lehetséges a hívő saját erejéből, érdemszerző cselekedetek alapján. A megigazulás hit által történhet.
- 5. Egyházi szolgálat: Isten szaván és a szentségeken keresztül kapja a hívő a szentlélek ajándékát.
- 6. Új engedelmesség: Jó cselekedetek azért szükségesek, mert ezeket Isten kívánja követőitől, nem pedig azért, hogy érdemeket szerezzünk ezáltal.
- 7–8. Egyház: Az egyház a szentek gyülekezete, amelyben az evangéliumot tisztán tanítják és a szentségeket helyesen szolgáltatják. A szertartások különbözősége az egyház egységét nem befolyásolja.
- 9. Keresztség: Az üdvösséghez szükséges, ez által adja Isten a kegyelmét; a gyermekeket meg kell keresztelni.
- 10. Úrvacsora: Krisztus teste és vére az úrvacsorában valóságosan jelen van.
- 11. Gyónás: A külön feloldozás szükséges, a rendszeres bűnmegvallással való feloldozás viszont nem szükséges. (elég megbánni és Istennek megvallani a bűnöket)
- 12. Bűnbánat: Ha a hívő a keresztség után bűnt követ el, újra részesülhet bűnbocsánatban, ennek feltétele a megtérés. A bűnbánat részei: a bűn okozta töredelem, rettegés, feloldozás, hit, bűnbánat gyümölcsei: jó cselekedetek.
- 13. Szentségek: Istennek a hívők felé való jóakaratának jele. Célja a hit erősítése.
- 14. Egyházi rend: Csak az taníthat és szolgáltathat szentségeket az egyházban, akit ezzel egyházi vezetők hivatalosan megbíztak.
- 15. Egyházi szokások: Meg kell őrizni mindazokat a szokásokat, amelyek bűn nélkül megtarthatók és az egyház békességét, jó rendjét szolgálják. Azok az emberi hagyományok ellenben, amelyeket Isten engesztelésére, a kegyelem kiérdemlésére és a bűnökért elégtételül rendeltek el, ellentétben vannak az evangéliummal és a hitről szóló tanítással.
- 16. Világi dolgok: A törvényes világi intézmények Isten jó alkotásai. A hívőknek engedélyezett hivatalt viselniük, bíráskodniuk, császári és más, érvényben levő törvények szerint ítélkezniük, jogos halálos ítéleteket hozniuk, jogos háborút viselniük, katonáskodniuk, törvényes szerződést kötniük, saját tulajdonnal rendelkezniük, a hatóságok kívánságára esküt tenniük, házasodniuk és férjhez menniük.
- 17. Krisztus visszajövetele ítéletre: Krisztus a világ végén megjelenik és ítéletet tart. A halottakat feltámasztja, az istenfélőknek és választottaknak örök életet ad, az istenteleneket vég nélkül gyötrelemre kárhoztatja.
- 18. Szabad akarat: Az emberi akaratnak van annyi szabadsága, hogy becsületes világi életet tudjon folytatni, és választani tudjon olyan dolgok közül, amelyek az értelem hatáskörébe tartoznak. De arra nincs ereje, hogy a Szentlélek nélkül megvalósítsa az Isten színe előtt érvényes vagy másképpen lelki igazságot.
- 19. A bűn oka: Bár Isten teremti és tartja fenn a természetet, a bűn oka mégis a gonoszok akarata.
- 20. A hit és a jó cselekedetek: Cselekedeteink sem Istent nem engesztelhetik meg, sem a bűnbocsánatra és kegyelemre nem tehetnek érdemessé, mert ezt csak hittel érjük el. Jót cselekedni mindazonáltal szükséges, de nem az érdemszerzésért, hanem azért, mert Isten ezt akarja.
- 21. A szentek tisztelete: A szentekről megemlékezhetünk azért, hogy kövessük hitüket és jó cselekedeteiket, de nem szabad hozzájuk fohászkodni és a segítségüket kérni.

II. rész – Cikkek a megszüntetett visszaélésekről
- 22. Az úrvacsora kiszolgáltatása mindkét szín alatt
- 23. A papok házassága
- 24. A mise
- 25. A gyónás
- 26. Különbségtétel az ételek között
- 27. A szerzetesi fogadalmak
- 28. Az egyházi hatalom

## Jelentősége
Az Ágostai hitvallás a továbbiakban ezentúl államokmány gyanánt szerepelt: valahányszor egy-egy szerződésnél a protestánsokat kellett említeni, például a passaui szerződésnél (1552), vagy az augsburgi vallásbékénél (1555), illetve a vesztfáliai békénél (1648), mindig azokat értették ide, akik az Ágostai hitvallást aláírták.
Magyarországon, ahol Luther tanai korán elterjedtek, az Ágostai hitvallás is eredeti 1530. évi kiadásában terjedt el. Ezt fogadták el az erdélyi szászok 1545-ben Medgyesen tartott egyházszervező zsinatukon és ezt tekintették alapnak az 1546-ban Eperjesen és Erdődön tartott zsinatok is. Az alsó- és felső-magyarországi evangélikusok az Ágostai hitvallás szövege alapján alkották meg hitvallásaikat: az ötvárosi hitvallást, a hétvárosi hitvallást és a szepességi hitvallást.